# Nathaniel Branden
Nathaniel Branden (nacido como Nathan Blumenthal; Brampton, Ontario, 9 de abril de 1930 - Los Ángeles, California, 3 de diciembre de 2014) fue un psicoterapeuta canadiense y autor de libros de autoayuda y de numerosos artículos sobre ética y filosofía política. Branden trabajó especialmente en el campo de la psicología de la autoestima, y desempeñó un importante papel en el desarrollo y la promoción del objetivismo, el sistema filosófico de Ayn Rand.
Recibió su licenciatura en psicología por la Universidad de California en Los Ángeles. Recibió el doctorado en psicología por la California Coast University.

## Branden y el Objetivismo
En 1950, tras haber intercambiado cartas y llamadas telefónicas, Branden conoció a la filósofa-novelista Ayn Rand, con quien desarrolló una relación personal y profesional que duraría 18 años. Branden y Rand tuvieron una aventura amorosa que duró varios años, a pesar de su diferencia de edad (Branden era 25 años más joven que Rand), y a pesar de estar ambos casados (ambos informaron a sus cónyuges). 
Durante años, Branden fue el "número dos", solo por detrás de Ayn Rand, dentro del movimiento objetivista. Rand le consideraba como su "heredero intelectual". A finales de los años 1950, Branden fundó el Nathaniel Branden Institute (NBI), con el propósito de promover el objetivismo mediante conferencias y seminarios educativos por todo el territorio de Estados Unidos. Las actividades del NBI se vieron ayudadas por la enorme expectación creada entre los lectores de las novelas de Ayn Rand, que demandaban formación explícita en la filosofía contenida implícitamente en los libros de ficción de Ayn Rand. El NBI obtuvo un éxito arrollador.
En 1968 la relación entre Rand y Branden terminó abruptamente cuando Rand descubrió que Branden estaba teniendo un romance con una tercera mujer, Patrecia Scott. Rand expulsó a Branden del movimiento objetivista, alegando como motivo un uso indebido de fondos por parte de Branden, pero sin citar en ningún momento el romance que habían tenido. Ambos nunca se reconciliaron, y Branden sigue siendo persona non grata dentro del movimiento objetivista "oficial" (El Ayn Rand Institute). 
Poco después, Branden se casó con Patrecia Scott (habiendo obtenido el divorcio de su primera mujer antes de su ruptura con Ayn), quien murió en un accidente de tráfico en 1977. Branden se casó por tercera vez en 1978, con la mujer de negocios Devers Israel.
Branden, aun elogiando todo lo que considera de valioso en la filosofía objetivista, apuntó hacia varios peligros contenidos en ella.

Ayn Rand tenía una increíble visión que ofrecer. En muchos aspectos una visión radiantemente racional. Estoy convencido de que hay errores en esa visión, y elementos que deben ser cambiados, eliminados, modificados o añadidos y ampliados, pero estoy asimismo convencido de que gran parte de esa visión soportará la prueba del tiempo. Su visión es muy alentadora, muy inspiradora. No te dice que tu mente es impotente. No te dice que estás corrupto y que no puedes hacer nada. No te dice que tu vida es absurda. No te dice que estás condenado. No te dice que tu vida carece de significado. Te dice justo lo contrario. Te dice que tu problema principal es que no has aprendido la naturaleza de tu propio poder, y, por lo tanto, de tus propias posibilidades. te dice que tu mente es y puede ser eficaz, que eres competente para comprender, y que el éxito y la felicidad son posibles.

Los principios filosóficos no son un sustituto del pensamiento, aunque muchos objetivistas actúen como si lo fuese.
Nathaniel Branden.

Para una presentación extensa, véase su artículo de 1984 The Benefits and Hazards of the Philosophy of Ayn Rand. Branden critica lo que él considera elementos de represión emocional y culto a la personalidad dentro del objetivismo.

## Branden como psicólogo
Como psicólogo, Branden elucidó el papel crucial de la autoestima en la salud mental, y definió las prácticas volitivas que observó como esenciales para conseguir y mantener la autoestima.
Como terapeuta, Branden desarrolló el método de completado de frases, una herramienta que puede ser utilizada para hacer conscientes pensamientos y sentimientos subconscientes y para transformar creencias y actitudes limitadoras.

## Posiciones políticas
Políticamente, Branden siguió siendo un partidario acérrimo del capitalismo. Estaba afiliado al Partido Libertario de los Estados Unidos.

¿Debe la educación ser obligatoria y pagada mediante impuestos, como lo es hoy? La respuesta a esta pregunta se vuelve evidente si uno formula la pregunta de manera más concreta y específica, del siguiente modo: ¿Se debe permitir al gobierno el sacar a los niños por la fuerza de sus casas, con o sin el consentimiento de sus padres, y someterlos a  procedimientos y entrenamientos educativos que los padres pueden o no aprobar? ¿Deben los ciudadanos ser expropiados de su riqueza para mantener un sistema educativo con el que pueden o no estar de acuerdo, y para pagar la educación de niños que no son suyos? Para cualquiera que entienda y esté consistentemente comprometido al principio de los derechos individuales, la respuesta es claramente: No. No hay bases morales en absoluto para la idea de que la educación es prerrogativa del Estado —o para la idea de que es correcto expropiar la riqueza de algunos hombres para el beneficio no ganado de otros.
Nathaniel Branden. The Objectivist Newsletter, junio de 1963.

## Obra

### Libros en inglés
- Who is Ayn Rand? (con Barbara Branden) (1962)
- The Psychology of Self-Esteem (1969)
- Breaking Free (1970)
- The Disowned Self (1971)
- The Psychology of Romantic Love (1980)
- The Romantic Love Question & Answer Book (con Devers Branden) (1982)
- Honoring the Self (1983)
- If You Could Hear What I Cannot Say (1985)
- How To Raise Your Self-Esteem (1987)
- Judgment Day: My Years with Ayn Rand (1989)
- The Power of Self-Esteem (1992)
- The Art of Self Discovery (1993)
- The Six Pillars of Self-Esteem (1994)
- Taking Responsibility (1996)
- The Art of Living Consciously (1997)
- A Woman's Self-Esteem (1998)
- Nathaniel Branden's Self-Esteem Every Day (1998)
- Self-Esteem at Work (1998)
- My Years with Ayn Rand (1999) (revised edition of Judgment Day)
- 32nd Anniversary Edition of Psychology of Self-Esteem (2001)
- The Vision of Ayn Rand (2009) (version su serie de lecturas "Basic Principles of Objectivism")

### Libros traducidos al castellano
- El poder de la autoestima.
- Psicología de la autoestima. 1.ª edición 1969 (The Psychology of Self-Exteem)
- Psicología del amor romántico. 1.ª edición 1985
- El respeto hacia uno mismo. 1.ª edición 1983 (Honoring the Self. The Psychology of Confidence and Respect)
- Cómo incrementar su autoestima. 1.ª edición 1988
- Los seis pilares de la autoestima. 1.ª edición 1995
- Asumiendo responsabilidades. 1.ª edición 1997
- Cómo llegar a ser autorresponsable. 1.ª edición 1996 (Taking Responsibility: Self-Reliance and the Accountable Life)
- Autoestima para todos los días. 1.ª edición 1998
- Autoestima en el trabajo. 1.ª edición 1998
- La autoestima de las mujeres. 1.ª edición 1998
- El arte de vivir conscientemente. 1.ª edición 1999